# La Neuville-aux-Tourneurs
La Neuville-aux-Tourneurs is een plaats en voormalige gemeente in het Franse departement Ardennes in de regio Grand Est.
De streek rond La Neuville-aux-Tourneurs is zelfs voor Frankrijk erg dunbevolkt. De belangrijkste reden voor het afkalven van het bewonersaantal is het gebrek aan werk dat algemeen is in dit agrarische gebied, waar de boerderijen groter worden en de behoefte aan arbeidskrachten kleiner. Bovendien heeft de streek jongeren weinig te bieden: cafés, restaurants en recreatiemogelijkheden (behalve natuurrecreatie) zijn er nauwelijks. Een relatief voordeel is dat het dorpje door het gebrek aan nieuwbouw zijn authentieke landelijke karakter volledig heeft bewaard. Om die reden werd La Neuville-aux-Tourneurs uitgekozen als locatie voor de Nederlands-Vlaamse film Antonia (1995).

## Geschiedenis
Tot het begin van de twintigste eeuw hoorden La Neuville-aux-Tourneurs en enkele omliggende dorpen bij België maar door een overeenkomst over de rijksgrens kwam het gebied op 12 april 1905 bij Frankrijk. 
Op 1 januari 1973 fuseerde de gemeente met Beaulieu tot de gemeente Neuville-lez-Beaulieu, waarvan La Neuville-aux-Tourneurs de hoofdplaats werd.

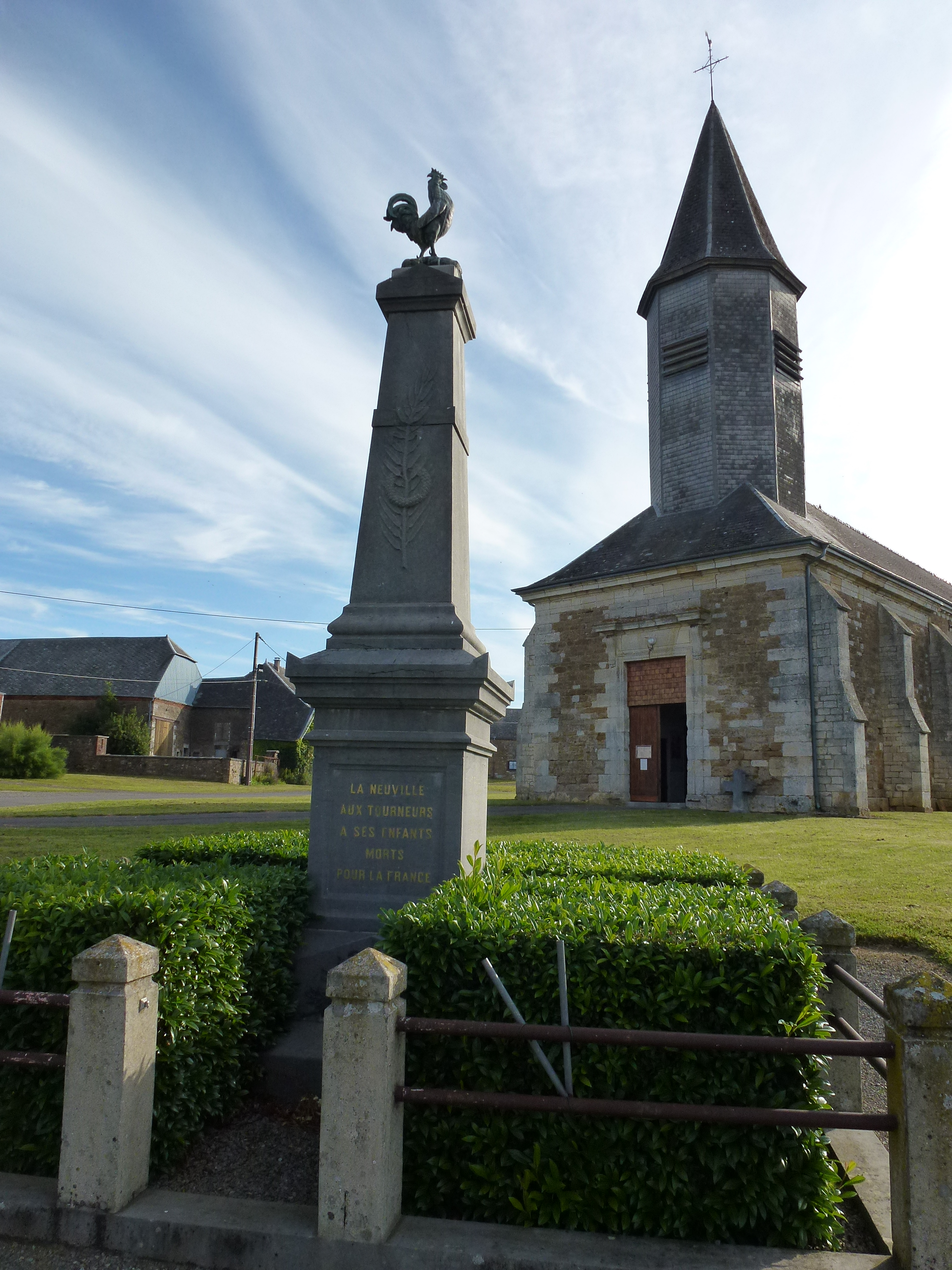
Het oorlogsmonument van La Neuville aux Tourneurs